# Aryamehr Cup
L'Aryamehr Cup è stato un torneo di tennis facente parte del Grand Prix giocato dal 1971 al 1977 a Teheran in Iran su campi in terra rossa.

## Albo d'oro

### Singolare
| Anno | Vincitore       | Finalista      | Punteggio          |
| ---- | --------------- | -------------- | ------------------ |
| 1971 | Marty Riessen   | John Alexander | 6–7, 6–1, 6–3, 7–6 |
| 1972 | Non disputato   |                |                    |
| 1973 | Raúl Ramírez    | John Newcombe  | 7–6, 1–6, 7–5, 6–3 |
| 1974 | Guillermo Vilas | Raúl Ramírez   | 6–0, 6–3, 6–1      |
| 1975 | Eddie Dibbs     | Iván Molina    | 1–6, 6–4, 7–5, 6–4 |
| 1976 | Manuel Orantes  | Raúl Ramírez   | 7–6, 6–0, 2–6, 6–4 |
| 1977 | Guillermo Vilas | Eddie Dibbs    | 6–2, 6–4, 1–6, 6–1 |

### Doppio
| Anno | Vincitori                      | Finalisti                    | Punteggio          |
| ---- | ------------------------------ | ---------------------------- | ------------------ |
| 1971 | John Newcombe Tony Roche       | Bob Carmichael Ray Ruffels   | 6–4, 6–7, 6–1      |
| 1972 | Non disputato                  |                              |                    |
| 1973 | Rod Laver John Newcombe        | Ross Case Geoff Masters      | 7–6, 6–2           |
| 1974 | Manuel Orantes Guillermo Vilas | Brian Gottfried Raúl Ramírez | 7–6, 2–6, 6–2      |
| 1975 | Juan Gisbert Manuel Orantes    | Bob Hewitt Frew McMillan     | 7–5, 6–7, 6–1, 6–4 |
| 1976 | Wojciech Fibak Raúl Ramírez    | Juan Gisbert Manuel Orantes  | 7–5, 6–1           |
| 1977 | Ion Țiriac Guillermo Vilas     | Bob Hewitt Frew McMillan     | 1–6, 6–1, 6–4      |